# Castillejo de Azaba
Castillejo es una localidad del municipio de Puebla de Azaba, en la comarca del Campo de Argañán, provincia de Salamanca, Castilla y León, España. 

## Historia
Los orígenes de Castillejo de Azaba se remontan a la repoblación llevada a cabo por los reyes de León en la Edad Media, quedando integrado en el Campo de Argañán, dentro de la jurisdicción de Ciudad Rodrigo, denominándose entonces la localidad simplemente como Castillejo. Con la creación de las actuales provincias en 1833, Castillejo de Azaba quedó encuadrado en la provincia de Salamanca, dentro de la Región Leonesa.

## Geografía humana

### Demografía
| Gráfica de evolución demográfica de Castillejo de Azaba entre 1842 y 1970 |
| |
| Población de derecho según los censos de población del INE Población de hecho según los censos de población del INEEntre el censo de 1981 y el anterior, este municipio desaparece porque se agrupa en el municipio 37258 (Puebla de Azaba) |

En 2017 contaba con una población de 34 habitantes, de los cuales 16 son varones y 18 son mujeres (INE 2017).
| Gráfica de evolución demográfica de Castillejo de Azaba entre 2000 y 2017                |
|                                                                                          |
| Fuente: Instituto Nacional de Estadística de España - Elaboración gráfica por Wikipedia. |